# 중립국 감독위원회
중립국 감독위원회(中立國監督委員會, Neutral Nations Supervisory Commission, NNSC)는 한국 전쟁 휴전 이후 휴전 상황을 감시할 목적으로 수립된 단체이다. 현재 대한민국 측에만 스웨덴과 스위스 위원이 5명씩 주재하고, 조선민주주의인민공화국 측에는 어느 국가의 위원도 주재하지 않고 있다.
1953년 7월 27일 한국 전쟁 정전 협정문이 서명되면서 설립되었다. 중립국 감독위원회는 국제 연합군 사령부 군사 정전 위원회 소속으로 북측과 남측의 휴전상태를 감시하는 역할을 맡고 있다.
정전 협정에 따라, 중립국 감독위원회는 4개의 국가로 이뤄져 있으며, 2개의 중립국은 국제 연합군 사령부에서 지명하였으며, 2개의 다른 중립국은 조선인민군과 중국 인민지원군에서 지명하였다. 이들 중립국은 한국 전쟁에 가담하지 않은 국가 중에서 선별되었으며, 유엔군 사령부 측에선 스웨덴과 스위스를, 중국 인민지원군과 조선인민군에서는 폴란드와 체코슬로바키아를 택했었다.
1953년 8월 1일, 96명으로 이뤄진 최초의 스위스 중립국 정전 감시 파견 위원단이 판문점에 도착하였다. 이들은 1955년에 41명으로 줄이기로 하고, 시간이 지나갈수록 계속 숫자는 줄어갔다. 1982년 이후로 중립국 감독위원회의 스위스 군은 8명이 되었으며, 1987년까지 약 700명의 스위스 군이 중립국 감독위원회에서 일하였다. 중립국 감독위원회의 임무는 정전 협정문 41조에 적혀져 있다: 중립국감독위원회의 임무는 본 정전협정에 규정된 감독, 감시, 시찰 및 조사의 직책을 집행하며 이러한 감독, 감시, 시찰 및 조사의 결과를 군사정전위원회에 보고하는 것이다.
2006년 이후 남한 내에서 이들이 주재하는 별도의 장소는 없다. 한편 체코슬로바키아의 해체 이후에 신생국가인 체코와 슬로바키아 모두 북한 측의 감독위원 자격을 승계하지 않아 사실상 폴란드만이 북한 측의 감독위원회 임무를 수행하게 되었다. 그러나 북한 측에서는 이마저도 축출 조치하여 폴란드는 본국에서 이 업무를 형식적으로만 맡게 됐다.

## 개관
1956년부터 1993년까지, 중립국 감독위원회는 정전 감시에 대한 감독을 그만두었지만, 다만 전쟁을 일으키기 위해 군부대가 움직이고 나가는 것에 대한 보고서를 정전 위원회에 제출하는 역할을 맡고 있다. 폴란드, 체코슬로바키아, 스웨덴, 스위스 대표단이 갖고 있던 힘은 점차 줄어갔다. 1956년 6월 각각 14명이었던 것이, 1960년 9명, 1978년에는 6명으로 줄었으며, 공동경비구역안의 사무실과 회의장의 크기도 조정되었다. 또한 북측은 소련이 해체되고, 중앙유럽에서 공산주의가 느슨해지는 것에 영향을 받아 1993년에는 체코 대표단을, 1995년에는 폴란드 대표단을 추방시켰다. 체코는 독립 당시 위원회 임무를 승계받지 않았고, 오직 폴란드만이 자국 영토 내에서 임무를 수행하고 있다.
중립국 감독위원회의 구성원들은 자신들의 국가들로부터 도움을 받는다. 스위스와 스웨덴 주둔지는 공동경비구역(JSA)와 인접한 남측 한반도 비무장 지대에 자리잡고 있었다. 2006년 이후 캠프 보니파스가 폐쇄 및 반환되었다. 과거 폴란드와 체코슬로바키아의 주둔지는 북측 군사분계선 근처에 위치하고 있었으나, 현재 이 주둔지는 조선인민군 측이 차지하고 있다.

## 오늘날의 형태
최근 중립국 감독위원회의 중요 역할은 양측간의 관계를 구축하기 위한 대화 창구를 유지하는 것이다. 현재 스웨덴, 스위스 대표단은 판문점에 주재하며 중립국 감독위원회 업무를 보고 있다. 그들의 중요 목적은 군사분계선의 존재를 드러내어, 아직도 지속적인 정전 상태에 있다는 것을 알리는 것이다. 한편 폴란드 대표단은 조선민주주의인민공화국에서 추방된 1995년 이래 연 2회씩 대한민국 측의 협조를 얻어 서울과 판문점에서 열리는 중립국감독위원회 회의에 참석하고 있다.

## 미디어
- 영화 《공동경비구역 JSA》에서 이영애가 중립국 감독위원회의 감시관역을 맡아서 연기하였다.